# Pouya
Кевін Пуя (англ. Kevin Pouya) — американський репер з Маямі, штат Флорида. Вважається піонером ранньої андерграундної реп-сцени, що почалася на SoundCloud у 2012 році.

## Раннє життя
У підлітковому віці Пуя та його найкращий друг Ніколас Вутсінас, більш відомий як Fat Nick, мали комедійний канал на YouTube під назвою «NICK AND POUYA SHOW». Хоча це були здебільшого комедійні скетчі, відео також слугували міні-відеоблогом для друзів. Подорожуючи місцевими районами Маямі, вони часто знімали інших друзів, зокрема майбутнього репера Denzel Curry та групу RVIDXR KLVN.
Пуя покинув старшу школу на другому курсі. Він рік працював прибиральником туалетів у ресторані, перш ніж досяг успіху в музиці.

## Кар'єра
Пуя почав серйозно займатися репом близько 2011 року, а після дебюту з місцевим флоридським репером Nell під назвою Shotz From The Double Glock, почав часто випускати музику. Знову зблизившись з другом дитинства Fat Nick, вони створили гут Buffet Boys, який згодом став їхнім лейблом. Він здобув популярність після того, як у 2013 році випустив пісню «Get Buck», яка станом на лютий 2023 року має понад 13 мільйонів переглядів на YouTube. 20 листопада 2013 року Пуя випустив спільний міні-альбом із Sir Michael Rocks із хіп-хоп дуету The Cool Kids під назвою «Gookin'». Вони почали співпрацювати після того, як Рокс переїхав до Маямі.
Його п'ятий сольний мікстейп «Stunna» вийшов 4 березня 2014 року. Журнал Elevator Magazine його описав як такий, що вийшов під впливом творчості Bone Thugs-n-Harmony, сказавши, що він «чудово справляється з перетворенням їхнього стилю у власну версію, додавши туди трохи свого власного стилю». 25 березня 2015 року вийшов його наступний мікстейп під назвою South Side Slugs, який містить партії від Sir Michael Rocks, Denzel Curry, SDotBraddy, Fat Nick та Germ. Внаслідок співпраці з $uicideboy$, 1 вересня 2015 вийшов мініальбом $outh $ide $uicide.
У 2016 році Пуя випустив свій дебютний студійний альбом Underground Underdog під лейблом Buffet Boys. Альбом посів 156 місце в чарті Billboard 200. У 2017 році він з'явився на фіту на пісні «On Her Mind» прогресивного металкор-гурту Volumes на їхньому альбомі «Different Animals». Того ж року він випустив спільний з Fat Nick мікстейп під назвою «Drop Out of School». У 2018 він випустив свій другий студійний альбом під назвою «Five Five». 30 червня 2019 року Pouya випустив третій студійний альбом під назвою «The South Got Something To Say». На альбомі відзначилися такі виконавці як City Morgue, Juicy J та Ghostemane.
У грудні 2020 Пуя у співпраці з Fat Nick випустив альбом «Drop Out of School 2». 22 жовтня 2021 року вийшов четвертий студійний альбом «Blood Was Never Thick As Water». Назва походить від тексту заключної пісні альбому, в якій беруть участь Denzel Curry і Lu. У лютому 2022 року Пуя випустив мікстейп dirt/hurt/pain/.
У березні 2022 року Пуя разом з іншими учасниками Buffet Boys оголосив про те, що лейбл розпадається на невизначений термін. Незабаром після цього вони оголосили про свій новий лейбл All But 6 Records.

## Особисте життя
Кевін має кубинське та перське походження.
З 2017 року перебуває у стосунках з Кортні Невілл, більш відомою як «Young Baby Coco».

## Дискографія

### Студійні альбоми
- 2016 — Underground Underdog
- 2018 — Five Five
- 2019 — The South Got Something To Say
- 2021 — Blood Was Never Thick As Water

### Мікстейпи
- 2012 — Fuck It
- 2012 — Don't Sleep On Me Hoe
- 2013 — Baby Bone
- 2013 — WarBucks (з SDotBraddy)
- 2013 — Gookin (з Sir Michael Rocks)
- 2014 — Stunna
- 2015 — South Side Slugs
- 2015 — $outh $ide $uicide (з $uicideboy$)
- 2015 — Pouya x Germ x Shakewell EP (з Germ і Shakewell)
- 2017 — Drop Out of School (з Fat Nick)
- 2019 — Pouya & Boobie Lootaveli: Greatest Hits, Vol. 3 (з Boobie Lootaveli)
- 2020 — Pouya & Boobie Lootaveli: Greatest Hits, Vol. 1 (з Boobie Lootaveli)
- 2020 — Drop Out of School 2 (з Fat Nick)
- 2022 — Dirt/Hurt/Pain
- 2023 — All But 6 (з All But 6 і Fat Nick)